# مساميات
المساميات (الاسم العلمي: Porellales)، رتبة من النباتات الكبدية. تشمل سبع فصائل.